# Село имени Оразалы батыра
имени Оразалы батыра (каз. Оразалы батыр атындағы ауыл, до 199? г. — Октябрь) — село в Шуском районе Жамбылской области Казахстана. Входит в состав Аксуского сельского округа. Код КАТО — 316634300.

## Население
В 1999 году население села составляло 1145 человек (595 мужчин и 550 женщин). По данным переписи 2009 года, в селе проживало 419 человек (226 мужчин и 193 женщины).